# 선진통일당

자유선진당 시절에 사용된 로고

선진통일당(先進統一黨)은 대한민국의 정당이다. 2007년 대선에 무소속으로 출마했던 이회창과 심대평 등 국민중심당 세력이 모여 자유선진당(自由先進黨)을 창당했다. 그러나 심대평은 국민중심연합을 창당하며 독자 세력으로 잠시 이탈하기도 했다. 그 후 자유선진당과 국민중심연합, 이인제 의원이 재통합을 이루면서 신설당명을 이전과 같은 "자유선진당"으로 하였다. 재통합을 이루었지만 자유선진당은 2012년 제19대 총선에서 5석만을 획득해 참패했고, 이인제 의원이 비상대책위원장이 된 이후 선진통일당으로 개명하였다. 당명을 선진통일당으로 변경할 때 약칭을 통일당으로 사용하기로 하였으나, 일부 당원들이 반대 의사를 표시해 약칭만큼은 기존의 선진당을 사용하기로 하였다. 2012년 10월 25일 새누리당과의 합당을 선언함에 따라 해산되었다.

## 역사

### 창당 이전
구 민주공화당계였던 김종필의 주도로 창당된 자유민주연합은 2000년 제16대 총선에서 원내교섭단체 구성인원(20석)을 당선시키지 못한데 이어, 2004년의 제17대 총선에서도 지역구에 4명의 의원을 내는데 그쳐 군소정당으로 전락했다. 이 과정에서 자유민주연합은 당시 총재였던 김종필이 총재에서 물러나며 정계은퇴를 선언하는 등 부침을 거듭했다.
17대 총선 이후 자민련계 인사들과 심대평 전 충청남도지사를 중심으로 국민중심당을 창당했다. 처음에 자유민주연합에 잔류한 김학원 자민련 대표는 국민중심당과 합당하겠다고 하였으나 돌연 중단하고는, 결국 2006년 4월 한나라당과 합당했다. 2007년 제17대 대선에 국민중심당의 후보로 출마한 심대평 후보가 무소속 후보로 출마했던 이회창 전 한나라당 총재 등과 함께 기존의 한나라당과는 차별화된 '정통 보수정당'을 만들겠다는 의지로 사퇴했다. 이회창은 대선에서 15.1%의 지지를 얻었다.

### 창당 이후
자유선진당은 2008년 2월 1일 창당하여, 2008년 2월 12일에 국민중심당의 나머지 인사들을 영입하면서 통합했다. 2008년 18대 총선에서 충청권에 자유선진당 바람을 일으키며 국회 의석 수 18석(지역구 14, 비례4)으로 원내 제3당이 되었으며 창조한국당과 선진과 창조의 모임을 구성하여 교섭단체가 되었다.
2008년 한나라당 당원 953명은 “한나라당은 이번 공천과정에서 대전과 충청지역을 사실상 포기해 더 이상 지역을 대변할 공당으로서의 가치를 상실했다”고 탈당하면서 자유선진당에 입당했고, 이후로도 한나라당 충청계 도의원이 자유선진당에 입당한다.
그러나 2009년 8월 30일, 심대평 대표는 긴급기자회견을 갖고 "설득이 통하지 않는 아집과 독선적 당운영으로 당 지지율을 2%대에 머무르게 하는 이회창 총재와 당을 같이할 수 없음을 분명히 밝힌다"며 탈당을 선언했다. 이에 대해 선진당 측은 "청와대가 심대표 총리기용설로 당의 분열을 획책한 것이 사실로 드러났다"고 강력히 비난했다.
2010년 3월 17일 첫 전당대회를 열어 총재·대표 체제에서 총재를 폐지하고, 대표 체제로 일원화하고, 원내대표와 최고위원의 권한을 확대했다. 대표 경선에서 단독 출마한 이회창을 대표로 추대했다. 변웅전, 이진삼, 이재선, 이흥주, 황인자가 최고위원으로 선출되었다.
2010년 5월 28일 민주당 당직자 등 583명은 "참여정부의 무능한 세력들에게 민주세력의 고귀한 혼을 송두리째 바친 민주당의 통탄스러운 모습을 보며 무능과 분열의 상징이 돼버린 민주당에 대한 애증을 거둔다"며 자유선진당에 입당했다.

### 재통합
2011년 9월 8일 영남과 호남의 지역주의 패권인 한나라당과 민주당의 양당구조 병폐를 해소하고 통일의 비젼과 전략을 마련하고 실천해야할 제3의 정치세력을 기치로 내걸고 자유선진당은 국민중심연합의 심대평, 자유선진당, 이인제 의원이 충청권 통합을 이루며 통합 자유선진당을 출범한다.
2012년 4월 11일, 제19대 총선에서 충청남도에서 지역구 3석(논산·계룡·금산, 서산·태안, 아산), 비례대표 정당투표 득표율 3.2%로 비례대표 2석을 획득했다. 당은 총선결과를 패배로 보고, 지도부가 총선 패배의 책임을 지고 일괄 사퇴했다. 2012년 4월 16일 이인제 의원을 위원장으로 하는 비상대책위원회를 구성했다.
2012년 5월 20일, 이회창 전 대표는 당명 개정 이전에 당을 떠난다고 선언, 당을 탈당한다고 밝혔다. 5월 29일, 제1차 전당대회를 통해 이인제 비상대책위원장을 대표로, 국민 공모를 통해 선정된 '선진통일당'으로 당명을 개정했다. 일부 언론에서 선진통일당 대표 선출 과정에서 이인제 후보측이 당선을 위해 부정을 저질렀다는 보도가 나왔다.
2012년 8월 31일, 충남 아산을 지역구로 하는 이명수 의원과 세종특별자치시의 시장 유한식이 선진통일당을 탈당, 새누리당에 입당하였다.
2012년 10월 22일, 이인제 대표가 새누리당으로의 흡수 합당을 검토하고 있다는 언급을 하였다.
2012년 10월 25일, 새누리당과의 합당을 선언하였다. (단, 합당을 의결했을 뿐 중앙선거관리위원회에 정식으로 신고하지는 않았다.) 11월 16일, 새누리당에 흡수합당되어 소멸하였다.

## 선진과 창조의 모임
자유선진당은 2008년 8월 4일, 18대 국회에서 3석을 가진 창조한국당과 연대하여 18대 국회에서 공동 원내교섭단체를 구성하는 데 합의했고 교섭단체의 이름은 선진과 창조의 모임이다. 교섭단체 대표는 양 당에서 1년동안 돌아가며 하는 것으로 합의하였으며 2008년에는 권선택 자유선진당 원내대표가 교섭단체 원내대표직을 수행하였으며, 2009년에는 문국현 창조한국당 대표가 교섭단체 원내대표를 맡았다. 2009년 8월 30일, 심대평 대표가 자유선진당을 탈당하는 한편, 9월 1일에는 교섭단체 사퇴서도 제출해 교섭단체 구성요건인 20석을 채우지 못해 해산되었다.

## 이념 및 정책 방향
선진통일당은 정강·정책 전문에서 "선진통일당은 대한민국 건국의 정통성과 정당성에 기초해 자유민주주의와 시장경제를 신봉하며 ‘자유’와 ‘개방’ 그리고 ‘자발적 공동체’의 가치에 동의하는 국민들의 뜻을 모은 정당이다"라는 구절을 통해 자유주의 보수 정당임을 밝혔다.

## 주요 선거 기록

### 국회의원 선거
|  | 5.71% |

|  | 6.0% |

|  | 6.02% |

|  | 1.22% |

|  | 3.2% |

|  | 1.67% |

### 지방선거
|  | 6.25% |

|  | 5.7% |

|  | 5.38% |

|  | 4.05% |

## 지도부
| 대수 | 역대 총재 | 직함 | 임기                           | 비고        |
| ---- | --------- | ---- | ------------------------------ | ----------- |
| 1    | 이회창    | 총재 | 2008년 2월 1일~2010년 3월 17일 | 총재직 폐지 |

| 대수       | 역대 대표 | 직함                  | 임기                             | 비고                                        |
| ---------- | --------- | --------------------- | -------------------------------- | ------------------------------------------- |
| 1          | 심대평    | 대표최고위원          | 2008년 2월 12일~2009년 8월 30일  | 이회창과의 갈등으로 탈당, 국민중심연합 창당 |
| 2          | 이회창    | 대표최고위원          | 2010년 3월 17일~2011년 5월 9일   | 개혁과 국민중심연합과의 통합을 위해 사퇴    |
| 3          | 변웅전    | 대표최고위원          | 2011년 5월 9일~2011년 10월 9일   | 이회창 사퇴로 승계, 국민중심연합과 합당     |
| 4          | 심대평    | 대표최고위원          | 2011년 10월 10일~2012년 4월 12일 | 대한민국 제19대 총선 패배로 사퇴            |
| (권한대행) | 김낙성    | 대표최고위원 권한대행 | 2012년 4월 12일~2012년 4월 16일  |                                             |
| (임시)     | 이인제    | 비상대책위원장        | 2012년 4월 16일~2012년 5월 29일  | 대한민국 제19대 총선 패배로 비대위 구성     |
| 5          | 이인제    | 대표최고위원          | 2012년 5월 29일~2012년 11월 16일 | 새누리당에 흡수합당                         |

- 최고위원 :
  - 김영주(2012년 5월 29일~2012년 11월 16일)
  - 박상돈(2012년 5월 29일~2012년 11월 16일)
  - 허증(2012년 5월 29일~2012년 11월 16일)
  - 홍표근(2012년 5월 29일~2012년 11월 16일)
- 대변인: 이원복
- 원내대표: 성완종
- 상임고문: 조부영, 조순형
- 사무총장: 강창규
- 정책위의장: 문정림

## 역대 전당대회
2008년 2월 1일 자유선진당 창당대회
- 강령과 기본정책 및 당헌 채택
- 총재에 이회창 전 총리 추대

2008년 2월 12일 자유선진당-국민중심당 통합수임기구 회의
- 국민중심당 흡수합당
- 대표에 심대평 중심당 대표 추대
- 최고위원 인선은 총재와 대표에게 위임

2010년 3월 17일 자유선진당 제1차 전당대회
- 대표체제로 당헌 개정
- 대표에 이회창 총재 추대

2011년 10월 10일 자유선진당-국민중심연합 합동수임기구 합동회의
- 자유선진당-국민중심연합 합당을 통해 통합 자유선진당 재창당
- 대표에 심대평 중심연합 대표 추대

2012년 5월 29일 선진통일당 제1차 전당대회
- 선진통일당으로 당명개정
- 대표에 이인제 비상대책위원장 추대

2012년 10월 30일 선진통일당 당무회의
- 새누리당에 흡수합당 의결

## 같이 보기
- 대한민국의 정당
- 대한민국의 역대 정당